# Cabrières-d'Avignon
Cabrières-d'Avignon este o comună în departamentul Vaucluse din sud-estul Franței. În 2009 avea o populație de 1.854 de locuitori.

## Evoluția populației
| An        | 1975 | 1982  | 1990  | 1999  | 2006  | 2009  |
| --------- | ---- | ----- | ----- | ----- | ----- | ----- |
| Populație | 780  | 1.004 | 1.142 | 1.422 | 1.705 | 1.854 |